# Amerikai törpejégmadár
A amerikai törpejégmadár (Chloroceryle aenea) a madarak osztályának szalakótaalakúak (Coraciiformes) rendjébe és a jégmadárfélék (Alcedinidae) családjába tartozó faj.

## Rendszerezése
A fajt George Shaw angol zoológus írta le 1790-ben, az Alcedo nembe Alcedo aenea néven.

## Alfajai
- Chloroceryle aenea aenea (Pallas, 1764)
- Chloroceryle aenea stictoptera (Ridgway, 1884)[2]

## Előfordulása
Mexikóban, Közép- és Dél-Amerikában, Argentína, Belize, Bolívia, Brazília, Kolumbia, Costa Rica, Ecuador, Francia Guyana, Salvador, Guatemala, Guyana, Honduras, Nicaragua, Panama, Paraguay, Peru, Suriname, Trinidad és Tobago és Venezuela területén honos, valamint Bonaire, Sint Eustatius, Saba, Sint Maarten, Curaçao szigetén is megtalálható.
Természetes élőhelyei a szubtrópusi és trópusi síkvidéki és hegyi esőerdők, mangroveerdők és tengerpartok, mocsarak, tavak, folyók és patakok környékén, valamint  ültetvények. Állandó, nem vonuló faj.

## Megjelenése
Átlagos testhossza 13 centiméter, testtömege 10–16 gramm. A hím és a tojó különböznek.
|  |

## Életmódja
Tápláléka kishalak, ebihalak, kisebb békák és rovarok.

## Természetvédelmi helyzete
Az elterjedési területe rendkívül nagy, egyedszáma viszont csökken, de még nem éri el a kritikus szintet. A Természetvédelmi Világszövetség Vörös listáján nem fenyegetett fajként szerepel.